# Marcello Tusco
Marcello Tusco, pseudonimul lui Marcello Pezzodipane, (n. 14 iulie 1930, Fano, Marche, Regatul Italiei – d. 21 martie 2001, Milano, Italia) a fost un actor italian de teatru, cinema și televiziune.

## Biografie
A început cariera cinematografică în 1951, la vârsta de 21 de ani, sub numele de Carlo Tusco, jucând în cinci filme până în 1953, când a ales să se dedice activității teatrale. În 1962 a revenit pe marele ecran sub numele Marcello Tusco, dar a jucat doar într-o duzină de filme până în anul 1995. O activitate mai prolifică a desfășurat-o în televiziune, unde a debutat în 1961, a jucat într-un număr mare de spectacole și și-a împrumutat vocea de bariton marilor vedete ale ecranului ca Rock Hudson, Henry Fonda, Robert Mitchum, Sydney Pollack și, dintre italieni, Renato Salvatori. A dublat vocea personajelor din două filme de animație Disney: Sexton în Robin Hood (1973) și Bernie în Micii salvatori (1977). Pe micul ecran a obținut o notorietate discretă în 1965, cu rolul Cam din filmul David Copperfield, regizat de Anton Giulio Majano, care îl va distribui trei ani mai târziu, în rolul lui Harry, un prieten de-al lui Dick Shelton, din filmul La freccia nera. În anii 1970 a continuat să apară în filme de televiziune de succes, regizate, printre alții, de Edmo Fenoglio și Vittorio Cottafavi. A dobândit o mare popularitate încă din 1987, când a jucat rolul șefului mafiot Puparo în serialul de televiziune de mare succes Caracatița (La piovra 3), dar mai ales ca bărbatul cu mustață din reclama TV pentru Birra Moretti. După moartea lui subită, care a avut loc la scurt timp după ce a împlinit 71 de ani, a fost înlocuit în reclamă de Orso Maria Guerrini. El a fost tatăl lui Gianluca Tusco, care este, de asemenea, actor de voce.

## Filmografie

### Filme de cinema
- Senza bandiera, regie: Lionello De Felice (1951)
- La colpa di una madre, regie: Carlo Duse (1952)
- Il fattaccio, regie: Riccardo Moschino (1952)
- Martin Toccaferro, regie: Leonardo De Mitri (1952)
- Canzone appassionata, regie: Giorgio Simonelli (1953)
- La banda Casaroli, regie: Florestano Vancini (1963)
- Django spara per primo, regie: Alberto De Martino (1966)
- La badessa di Castro, regie: Armando Crispino (1974)
- Di che segno sei?, regie: Sergio Corbucci (1975)
- Telefoni bianchi, regie: Dino Risi (1976)
- Zeder, regie: Pupi Avati (1983)
- Vendetta, regie: Mikael Håfström (1995)

### Televiziune
- La trincea (1961)
- Una tragedia americana (1962)
- Ritorna il tenente Sheridan (1963)
- La cittadella (1964)
- Le inchieste del commissario Maigret (1964)
- David Copperfield (1965)
- La donna di fiori (1965)
- La freccia nera (1968)
- Arriva Brunello (1968)
- I Buddenbrook (1971)
- Napoleone a Sant'Elena (1973)
- Castigo (1977)
- L'eredità della priora (1980)
- Quell'antico amore (1983)
- La piovra 3 (1987)
- La piovra 4 (1989)
- La piovra 5 - Il cuore del problema (1990)
- Il cielo non cade mai (1992)
- Una sola debole voce (1999)

## Dublaj

### Filme de cinema
- G. W. Bailey în Scuola di polizia
- Brad Garrett în Casper, Casper - Un fantasmagorico inizio
- Scatman Crothers în Strălucirea, Ai confini della realtà
- Robert Webber în La vendetta della Pantera Rosa, 10
- George Kennedy în Airport '80, Delta Force
- Sydney Pollack în Cu ochii larg închiși
- Henry Fonda în Sul lago dorato
- Paul Newman în Quintet
- Glenn Ford în La battaglia di Midway
- Morgan Freeman în Attica
- Mickey Rooney în Animals
- Herbert Lom în 2 sotto il divano
- Charles Bronson în Il giustiziere della notte 3
- Liam Neeson în Mariti e mogli
- James Mason în Assisi Underground, Le notti di Salem (miniserial TV)
- Sebastian Shaw în Războiul stelelor - Episodul VI: Întoarcerea lui Jedi
- Martin Landau în Delicte și fărădelegi
- Paul Sorvino în Încrucișarea
- George Dzundza în Instinct primar
- Jack Warden în La dea dell'amore
- Ed Lauter în Complotto di famiglia
- Thoeley Walters în L'uomo che uccise se stesso
- Patrick Wymark în Dove osano le aquile
- John C. Reilly în Buon compleanno Mr. Grape
- Charles Durning în Indagine ad alto rischio
- Max von Sydow în Conan Barbarul
- Kevin Tighe în Jade
- Ossie Davis în Il sentiero segreto
- Dennis Farina în Manhunter
- Peter Burton în Portocala mecanică
- Frank Finlay în Forța vieții
- Patrick Mcgohaan în Scanners
- John Lithgow în Obsession - Complesso di colpa
- Tony Vogel în The Baby of Macon
- Robert Dunham în Dogora - Il mostro della grande palude
- John Amos în Greu de ucis 2
- John Rhys-Davis în Allan Quatermain e le miniere di re Salomone
- Josè Ferrer în Essere o non essere
- Robert Culp în Colpo doppio
- Alex Carras în Due vite în gioco
- Joe Don Baker în Chi ucciderà Charlie Warrick
- Al Waxman în Omicidio încrociato
- Serge Merlin în Danton
- Francisco Santos în Donna Flor e i suoi due mariti
- Milton Gonçalves în Kickboxer 3 - Mani di pietra
- Fernando Sancho în Il ritorno di Ringo
- Armando Calvo în Una bara per lo sceriffo
- Tatsuya Nakadai în Tora! Tora! Tora!
- Shunichi Nakamura în Kagemusha - L'ombra del guerriero
- Ettore Manni în La città delle donne
- Gino Millozza în Intervista

### Filme de televiziune
- Robert Young în Marcus Welby
- Brian Keith în Hardcastle & McCormick
- Robert Culp în Ralph supermaxieroe
- Bill Bixby în L'incredibile Hulk
- Paulo Autran în Adamo contro Eva

### Desene animate
- Bernie în Le avventure di Bianca e Bernie al lui Walt Disney

## Teatru radiofonic RAI
- Il ritorno, regie: Ottavio Spadaro, transmis în 1 iulie 1963.
- Antonello capobrigante calabrese de Vincenzo Padula, regie: Ottavio Spadaro, 1965.

## Teatru de televiziune RAI
- L'assassino è di scena, regie: Mino Roli, transmis în 24 noiembrie 1958.
- Un ragazzo di campagna, regie: Peppino De Filippo, transmis în 16 august 1959.
- La conversione del capitano Brassbound, regie: Mario Ferrero, transmis în 3 septembrie 1962.
- Guai a chi mente de Franz Grillparzer, regie: Anton Giulio Majano, transmis în 2 septembrie 1963.
- La maschera e la grazia, regie: Anton Giulio Majano, transmis în 9 septembrie 1963.
- Atalia de Jean Racine, regie: Mario Ferrero, transmis în 13 mai 1964.
- Il sottotenente tenente, transmis în 31 mai 1967.

## Cărți despre el
- Marcello Tusco: la voce del cinema - Lo Specchio[1]

## Legături externe
- Marcello Tusco, pe Il mondo dei doppiatori, AntonioGenna.net.
- Marcello Tusco la Internet Movie Database